# Absorbirana doza
Absorbírana dóza (oznaka D) je merilo za absorbirano energijo ionizirajočega sevanja. Določena je kot energija, ki jo sevanje ob prehodu skozi snov preda enoti mase te snovi. Njena enota je tako J/kg, ki pa ima v tem kontekstu svoje ime gray (Gy).
Ionizirajoče sevanje ob interakciji z atomi in molekulami snovi izgublja svojo energijo in jo predaja snovi, nastali ioni pa lahko sprožijo vrsto za organizem škodljivih procesov. Škoda je tem večja, čim večja je absorbirana doza. Kljub temu pa ta ni dobro merilo za biološki učinek, ker imajo različni delci in žarki različne učinke. En gray absorbirane doze delcev alfa napravi zaradi njihove večje specifične ionizacije - absorbirajo se na krajši razdalji, zaradi česar je koncentracija škodljivih ionov večja - v organizmu dosti več škode od enake količine absorbirane doze žarkov gama. Popravek zaradi različnega učinka različnih vrst sevanja upoštevamo s faktorjem relativne biološke učinkovitosti, z njim pomnožena absorbirana doza pa nosi ime ekvivalentna doza.
Statistično tveganje ob izpostavljanju sevanju lahko kvantificiramo z efektivno ekvivalentno dozo, ki je določena kot uteženo povprečje ekvivalentne doze za posamezen organ, pri čemer se upošteva njihova različna občutljivost za sevanje.
Področje fizike, ki se ukvarja z merjenjem doze ionizirajočega sevanja, je dozimetrija.